# Børs
|  | Sammenskrivningsforslag Artiklen Reguleret marked er foreslået føjet ind i Børs. (Siden marts 2013) Diskutér forslaget |

 For alternative betydninger, se Børs (flertydig). (Se også artikler, som begynder med Børs)
En børs er en organiseret markedsplads, der faciliterer handel med standardiserede varer eller fordringer, uden at disse behøver at være fysisk til stede.. På en fondsbørs handles værdipapirer (fonds) som aktier og obligationer til priser, der fastsættes af markedet. Der findes også varebørser, hvor der handles råvarer og halvfabrikata som korn, olie og elektricitet, samt valutabørser, hvor valutakurser bliver fastsat.
Verdens første børs blev grundlagt i Antwerpen i 1531.
For virksomheder, hvis aktier er noteret på børsen, gælder særlige regler om information og regnskabsaflæggelse.

## Vigtigste børser
De vigtigste internationale børser er:
- IntercontinentalExchange (New York, Amsterdam, Paris, Lissabon og Bruxelles)
- NASDAQ OMX driver NASDAQ og flere nordiske børser heriblandt Københavns Fondsbørs.
- London Stock Exchange
- Tokyo Stock Exchange
- Shanghai Stock Exchange